# Szebény
Szebény is een plaats (község) en gemeente in het Hongaarse comitaat Baranya. Szebény telt 473 inwoners (2001).